# Jane Heap

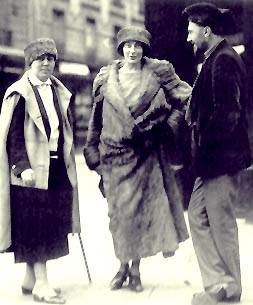
Little Review" reunió: Jane Heap, Mina Loy, & Ezra Pound, Paris, c. 1923

Jane Heap (1 de novembre de 1883 - 18 de juny de 1964) va ser una editora estatunidenca i una figura important en el desenvolupament i la promoció del modernisme literari. Juntament amb Margaret Anderson, la seva amiga i sòcia comercial (que durant alguns anys també va ser-ne l'amant), va editar la cèlebre revista literària The Little Review, en la qual van publicar una extraordinària col·lecció d'escriptors moderns dels EUA, Anglaterra i Irlanda entre 1914 i 1929. Heap ha estat anomenada "una de les contribuents més oblidades en la transmissió del modernisme entre Amèrica i Europa durant el començament del segle XX".

## Vida
Heap va néixer a Topeka, Kansas, on el seu pare era el vigilant de l'asil mental local. Després de completar la seva educació secundària es va traslladar a Chicago, on va ingressar a l'Institut d'Art de Chicago i va continuar fent classes nocturnes fins i tot després se ser professora d'art al Lewis Institute.
Mentre treballava al Lewis Institute, el 1908, va conèixer Florence Reynolds, una estudiant i filla d'un empresari pròsper de Chicago. Reynolds i Heap es van convertir en amants i el 1910 van viatjar juntes a Alemanya, on Heap va estudiar teixit de tapissos. Les dues dones van ser amigues al llarg de la seva vida, tot i que sovint van viure separades, i malgrat que Heap va tenir afers romàntics amb moltes altres dones. A partir de finals de la dècada de 1930, Heap es va convertir en la company de l'editora fundadora de Vogue britànic i dissenyadora principal de Worth London Elspeth Champcommunal.

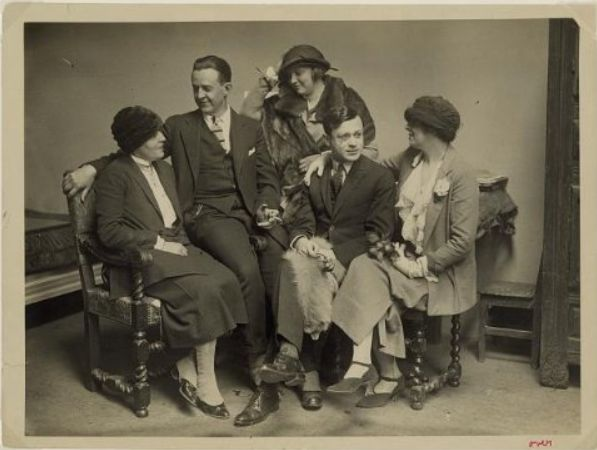
Janet Flanner-Solita Solano Collection/LOC ppmsca.13300. Jane Heap, John Rodker, Martha Dennison, Tristan Tzara, Margaret Anderson, ca. 1920s

El 1912, Heap va ajudar a fundar el Little Theatre de Chicago de Maurice Browne, un influent grup de teatre d'avantguarda que representava les obres de Txékhov, Strindberg, Ibsen i altres contemporanis.

## The Little Rewiev
El 1916, Heap es va trobar amb Margaret Anderson, i aviat es va unir a ella com a coeditora de The Little Review. Tot i que el seu treball a la revista publicada era d'un perfil relativament baix (va signar les seves peces simplement "jh"), va ser força atrevida i creativa en les escenes.
El 1917, Anderson i Heap van traslladar The Little Review a Nova York, amb l'ajuda del crític Ezra Pound, que va actuar com a editor estranger a Londres, The Little Review va publicar alguns dels escriptors nous més influents en llengua anglesa, incloent Hart Crane, T. S. Eliot, Ernest Hemingway, James Joyce, Pound i William Butler Yeats. La poeta més publicada de la revista va ser la dadaista de Nova York Elsa von Freytag-Loringhoven, amb qui Heap es va fer amiga sobre la base de les seves controvertides trajectòries artístiques i feministes. Altres destacats col·laboradors van ser: Sherwood Anderson, André Breton, Jean Cocteau, Malcolm Cowley, Marcel Duchamp, Ford Madox Ford, Emma Goldman, Vachel Lindsay, Amy Lowell, Francis Picabia, Carl Sandburg, Gertrude Stein, Wallace Stevens, Arthur Waley i William Carlos Williams. Van arribar a publicar una edició amb 12 pàgines en blanc per protestar per la manca temporal d'obres noves i interessants.
Al març de 1918, Ezra Pound els va enviar els capítols inicials de l'Ulysses de James Joyce, que The Little Review va publicar en episodis fins a 1920, quan l'oficina de correus dels Estats Units va requisar i va cremar quatre números de la revista i va condemnar a Anderson i Heap per càrrecs d'obscenitat. Encara que el judici d'obscenitat era aparentment sobre Ulysses, Irene Gammel argumenta que The Little Review va ser atacada pel seu to subversiu general i, en particular, per la publicació de la poesia sexualment explícita d'Elsa von Freytag-Loringhoven i la defensa de Joyce. La baronessa va retre homenatge a l'esperit combatiu de Jane Heap en el seu poema "To Home", dedicat a "Fieldadmarshmiralshall / J.H./ Of Dreadnaught: / T.L.R." En el seu judici de 1921, van ser multades amb 100 dòlars i forçades a interrompre la publicació. Després del judici, Heap es va convertir en l'editora principal de la revista, substituint Anderson i va introduir-hi cobertes de colors vius i poesia experimental de surrealistes i dadaistes.

## Gurdjieff
Heap va conèixer G. I. Gurdjieff durant la seva visita al 1924 a Nova York, i va quedar tan impressionada amb la seva filosofia que va crear un grup d'estudi de Gurdjieff al seu apartament a Greenwich Village. El 1925, es va traslladar a París, per estudiar a l'Institute for the Harmonious Development of Man de Gurdjieff, on Margaret Anderson s'havia traslladat l'any anterior amb la seva nova amant, la soprano Georgette Leblanc. Encara que visquessin separades, Heap i Anderson van continuar treballant juntes com a coeditores de The Little Review fins que van decidir tancar la revista el 1929. Heap també va adoptar els dos nebots d'Anderson després que la germana d'Anderson havia patit un avortament nerviós i la mateixa Anderson no havia mostrat interès per acollir-los.
Heap va establir un grup d'estudi de Gurdjieff a Paris el 1927, que va continuar creixent fins a principis de la dècada de 1930, quan Kathryn Hulme (autora de The Nun's Story) i la periodista Solita Solano (Sarah Wilkinson) es van unir al grup. Aquest es va convertir en un grup d'estudi de Gurdjieff només femení conegut com "The Rope", on hi ensenyaven conjuntament Heap i el mateix Gurdjieff.
El 1935, Gurdjieff va enviar Heap a Londres per establir un nou grup d'estudis. Va romandre a Londres durant la resta de la seva vida, incloent el temps de The Blitz, el sostingut bombardeig aeri del Regne Unit per part de la Luftwaffe de l'Alemanya nazi al llarg de vuit mesos (7-9-1940 fins al 10-5-1941) durant la Segona Guerra Mundial. El seu grup d'estudis es va fer molt popular amb certs sectors de l'avantguarda londinenca, i després de la guerra entre els seus estudiants hi va haver el futur productor i director de teatre, Peter Brook.

## Treball
A banda del seu treball a The Little Review, Heap mai va publicar un relat sobre les seves idees, tot i que Hulme i Anderson van publicar col·leccions de memòries, i en particular els seus records del treball amb Gurdjieff. Després de la mort de Heap a causa de la diabetis l'any 1964, els antics alumnes van reunir una col·lecció dels seus aforismes (tant d'ella com de Gurdjieff) i, al 1983, algunes notes que reflectien l'expressió d'algunes de les idees clau de Gurdjieff.
Algun dels aforismes:
- Never oppose someone with the same center, always offer another one.
- Do not sit too long in the same place.
- You are responsible for what you have understood.
- Little steps for little feet.
- Suppress natural reaction and pay for it later.
- We never refuse in the Work.
- Animals are nature's experiments and embody all the emotions.
- A cat is all essence. Essence remembers.
- All that falls from the wagon is lost.

## Altres
Al 2006, Heap i Margaret Anderson van ser afegides al Chicago Gay and Lesbian Hall of Fame.